# Oni (gra komputerowa)
Oni – przygodowa gra akcji wydana przez firmę Bungie Software w 2001 roku.

## Fabuła
Akcja gry rozgrywa się w roku 2032. Ojciec głównej bohaterki Mai Hasegawa poznaje jej przyszłą matkę – Jamie Kerr. Z tego związku rodzi się także brat Mai – Muro. Dzieci bardzo szybko tracą matkę – skaleczyła się w zatrutym miejscu. To zdarzenie sprawia, że doktor Hasegawa zaczyna prace nad nowym środkiem mającym za zadanie uodpornić ludzi na szkodliwe działanie środowiska. Wraz z bratem zmarłej – doktorem Kerr'em prowadzi badania. Są one sponsorowane przez Syndykat, ponieważ nikt inny nie chciałby ich finansować. Ich praca okazuje się przydatna, bo opracowują metodę która pozwoliłaby człowiekowi na uodpornienie na wszelkie zmiany zachodzące w środowisku. Tak powstało "Chrysalis" – wszczepione w człowieka stopniowo zamienia go w androida. Natura takiego osobnika zostaje bez zmian. Komandor policji, Griffin, przeprowadził eksperyment na człowieku, a jest nim Mai. Następnie postanawia się nią zaopiekować oraz wcielić w szeregi policji. Tworzy także androida – Shinatamę, który będzie widział i czuł wszystko to co główna bohaterka. Przez to Griffin będzie miał Mai pod stałą kontrolą.

### Broń
W grze dostępne są dwa rodzaje amunicji: balistyczna i energetyczna, które pasują do wymienionych tu pistoletów, karabinów i wyrzutni. Pełna lista broni zawiera:
- Campbell Equalizer Mk4 – standardowy pistolet TCTF
- Hughes Black Adder SMG – pistolet maszynowy produkowany nielegalnie przez wytwórnie Syndykatu, podobny do TEC-9
- SML3 Plasma Rifle – karabin strzelający pociskami z bardzo gorącej plazmy.
- Phase Stream Projector – broń strzelająca ciągłą wiązką energii elektrycznej, która powala przeciwników na ziemię
- SBG Man-Portable Mortar – moździerz wystrzeliwujący granaty, które w chwili uderzenia rozpadają się na wybuchające odłamki
- Van de Graaff Pistol – paralizator, który ogłusza przeciwnika silnym ładunkiem elektrycznym.
- Scram Cannon – wyrzutnia rakiet, która wystrzeliwuje serię dziesięciu samonaprowadzających się pocisków
- Mercury Bow – karabin snajperski strzelający pociskami z zamrożonej rtęci.
- Screaming Cannon – oryginalna broń wystrzeliwująca kapsuły zawierające formy życia, które szybko wysysają energię życiową
- Wave Motion Cannon – wielka broń, którą mogą nosić tylko Konoko i Barabas; wystrzeliwująca wiązkę energii oraz granaty

## Produkcja
Inspiracją do stworzenia gry stała się manga Ghost in the Shell autorstwa Masamunego Shirowa, co sprawia, że Oni, podobnie jak manga, zmusza gracza do postawienia sobie pytań: czy wszczepianie sztucznych substancji dla uodpornienia człowieka na niesprzyjające okoliczności się opłaca? Co stanowi człowieka i czy półandroida można wciąż nazywać człowiekiem? Odpowiedzi na te i inne pytania szuka bohaterka gry, na której przeprowadzono eksperyment, którego nie była świadoma.